# Niels Bohr (dokumentarfilm fra 1952)
|  | Denne artikel er oprettet af botten Steenthbot ud fra en ekstern database. Den kan derfor have sproglige fejl eller mangler. Denne skabelon kan fjernes efter kontrol af indholdet. |

 For alternative betydninger, se Niels Bohr (flertydig). (Se også artikler, som begynder med Niels Bohr)
Niels Bohr er en dansk dokumentarfilm fra 1952 instrueret af Jens Henriksen.

## Handling
Optagelserne, som er et led i Dansk Kulturfilms serie af fremtrædende personligheder, har fundet sted i æresboligen i København. Efter en kort indledning med familien Bohr samlet omkring kaffebordet fortæller Niels Bohr, siddende ved skrivebordet i sit arbejdsværelse, om sit liv og arbejde, om de mænd, der har haft betydning for ham, og om atomfysikken i dag.

## Medvirkende
- Niels Bohr